# Ахдут ха-Авода
Ахдут ха-Авода (ивр. אחדות העבודה‎ — «Единство труда») — еврейская рабочая политическая партия, которая существовала во времена британского мандата в Палестине и в государстве Израиль. Эта партия была одной из предшественниц современной партии «Авода».

## История

### 1919—1930
Первая партия Ахдут ха-Авода была создана в Палестине в 1919 году из правого крыла партии «Поалей Цион», которая была основана во время Османского правления в Палестине в 1906 году, во главе с Давидом Бен-Гурионом.
В 1930 году она объединилась с антимарксистским движением «Ха-Поэль ха-Цаир» в блок «Мапай» и фактически прекратила самостоятельное существование. Ещё до объединения Ахдут ха-Авода и «Ха-Поэль ха-Цаир» сотрудничали, основав в 1920 году объединение профсоюзов «Гистадрут».

### 1944—1953
20 мая 1944 года группа политиков, известная как «Фракция B» (ивр. סיעה ב‎) откололась от партии Мапай, чтобы создать отдельную партию, названную ими «Движение Ахдут ха-Авода» (ивр. התנועה לאחדות העבודה‎). Эта группа была про-советской, и отвергала любые территориальные компромиссы с арабами. В её состав также вошла молодежь из кибуцной организации «Ха-Кибуц ха-Меухад» (Объединенный кибуц). Они занимали большинство руководящих должностей в военизированных организациях Хагана и Пальмах.
В 1946 году «Движение Ахдут ха-Авода» объединилось с левой партией «Поалей Цион», сформировав объединение под названием «Движение Ахдут ха-Авода и Поалей Цион» (ивр. התנועה לאחדות העבודה פועלי ציון‎). Через два года партия объединилась с рабочей партией «Ха-Шомер ха-Цаир» и была создана новая партия — «Мапам».

### 1954—1968
23 августа 1954 года Моше Арам, Исраэль Бар-Иегуда, Ицхак Бен-Аарон и Аарон Зислинг откололись от партии Мапам и восстановили партию «Движение Ахдут ха-Авода — Поалей Цион». Однако они не были признаны спикером Кнессета в качестве самостоятельной партии. Новая партия также начала выпускать собственную газету «Ла-Мерхав», которая стала ежедневной в декабре того же года, и она выпускалась до мая 1971 года, до слияния с газетой «Давар».
На выборах в Кнессет 1955 года партии Ахдут ха-Авода удалось получить 10 мест, что сделало их пятой по величине партией в кнессете. Партия входила в обе правящие коалиции Давида Бен-Гуриона в кнессете третьего созыва.
На выборах 1959 года представительство партии в кнессете снизилось до 7 мест. Она вновь вступила в коалиционное правительство и пребывала в нём вплоть до окончания его каденции в 1961 году, а Ицхак Бен-Аарон стал министром транспорта.
Выборы 1961 года принесли партии всего одно место в кнессете, но Ахдут ха-Авода всё равно стала частью всех трех коалиционных правительств в пятом кнессете. Игаль Алон стал министром труда, а Бен-Аарон, Бар-Иегуда и Кармель сменяли друг друга на посту министра транспорта.
Для выборов 1965 года партия вступила в союз с партией Мапай и сформировали блок Маарах, который получил 45 мест в кнессете. 23 января 1968 года партия Ахдут за-Авода объединилась с партиями Мапай и РАФИ (Израильский рабочий список), сформировав новую Израильскую партию труда («Авода»), и на этом прекратила самостоятельное существование.